# Blutfleckspecht
Der Blutfleckspecht oder Kubanische Grünspecht (Xiphidiopicus percussus) ist eine Vogelart aus der Familie der Spechte (Picidae). Die Gattung Xiphidiopicus ist monotypisch mit dem Blutfleckspecht als einziger Art. Dieser recht kleine Specht ist ein Endemit Kubas. Er besiedelt baumbestandene Habitate aller Art, die offenbar überwiegend aus Insekten bestehende Nahrung wird auf Bäumen gesucht. Die Art ist recht häufig und wird von der IUCN als  (=least concern – nicht gefährdet) eingestuft.

## Beschreibung

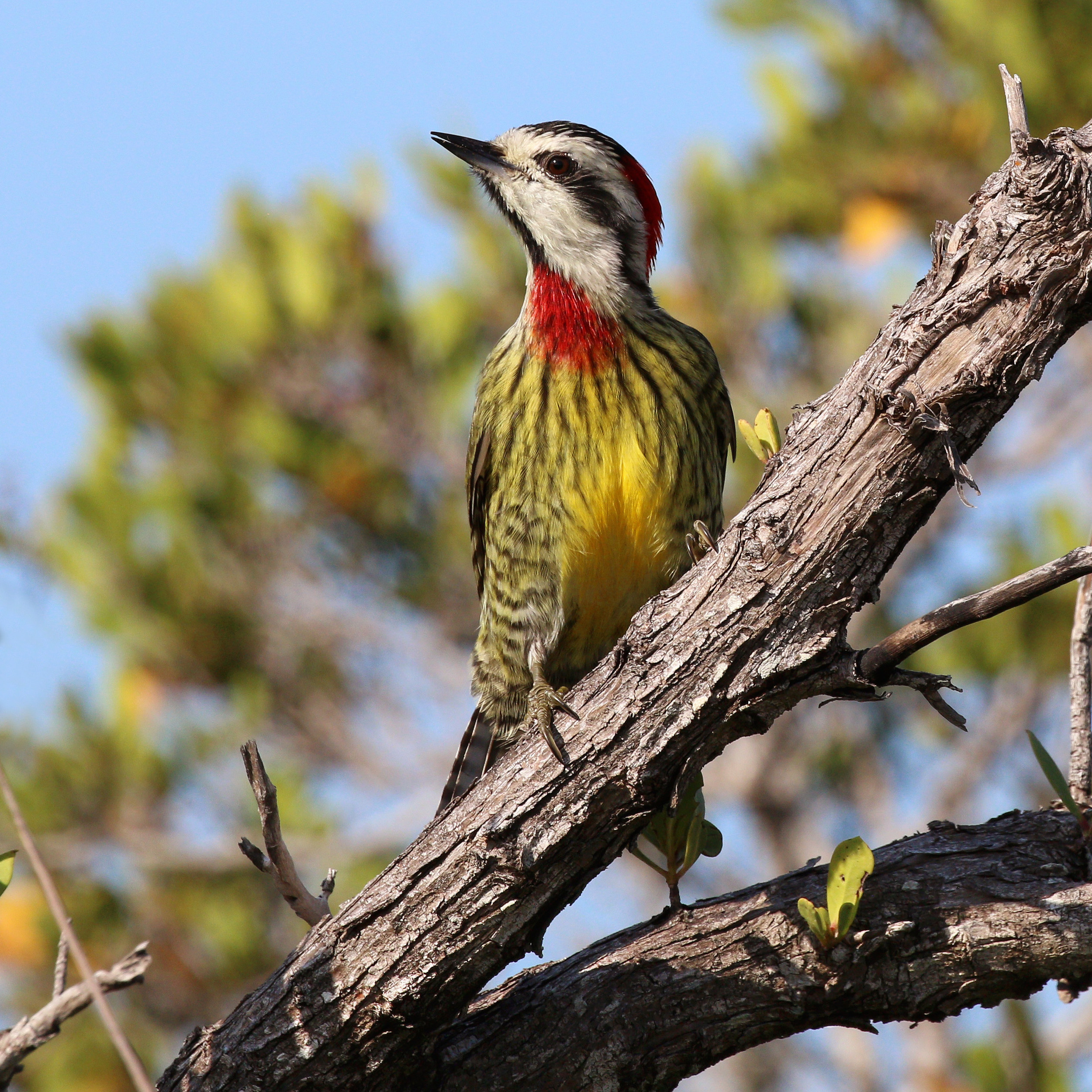
Weiblicher Vogel

Blutfleckspechte sind recht kleine Spechte mit kurzem, leicht meißelförmig zugespitztem und an der Basis recht breitem Schnabel. Der Schnabelfirst ist grade. Die Körperlänge beträgt etwa 21–25 cm, das Gewicht 48–97 g, sie sind damit etwa so groß wie ein Buntspecht. Die Art zeigt wie die meisten Spechtarten einen deutlichen Geschlechtsdimorphismus bezüglich der Färbung, Weibchen sind außerdem kleiner und deutlich kurzschnäbeliger als Männchen.
Bei Männchen der Nominatform ist die gesamte Oberseite einschließlich der Schirmfedern und der Oberflügeldecken grün mit variabler gelber oder grauer Tönung. Der untere Rücken ist mehr gelblich mit schwacher heller und dunkler Bänderung, die Oberschwanzdecken sind heller grün und zeigen eine dunkle Bänderung. Die Schwingen sind oberseits schwarz mit breiten weißen Binden, auf den Außenfahnen der Armschwingen sind diese Binden grün überhaucht. Der Schwanz ist ober- wie unterseits dunkelbraun, in der Mitte mehr bräunlichgrau oder blassgrau. Mindestens die drei äußeren Steuerfedern haben eine recht breite, hellbraune Bänderung, die gelegentlich auch auf alle Steuerfedern ausgedehnt ist. Die Brust ist auf gelbem Grund kräftig schwärzlich gestrichelt, untere Brust und Bauch sind einfarbig gelb und gelegentlich orange getönt. Die übrige Unterseite einschließlich der Beinbefiederung und der Unterschwanzdecken ist weißlich und kräftig schwarz gebändert. Die Unterseite der Flügel ist vollständig braun und weiß quergebändert, die Unterflügeldecken sind mehr grünlich.
Der Schnabel ist bläulich schwarz, Beine und Zehen sind grünlich bis oliv-grau. Die Iris ist braun.
Bei Männchen ist die Stirn und der größte Teil des Gesichts weiß. Oberkopf und Nacken sind rot, meist mit etwas schwarz auf dem vorderen Oberkopf. Die roten Federn bilden auf dem Hinterkopf einen kleinen Schopf. Ein schwarzer, recht schmaler Augenstreif beginnt kurz vor dem Auge und zieht sich oberhalb und dann hinter den Ohrdecken nach unten bis zu den hinteren Halsseiten. Kinn und Kehle sind in der Mitte schwarz. Die Federn der unteren Kehle, des Vorderhalses und der obersten Brust sind ebenfalls schwarz, haben jedoch breite rote Spitzen, die dort ein rotes Feld bilden. Beim Weibchen ist der Oberkopf überwiegend schwarz und fein weiß gestrichelt, die rote Färbung ist auf Hinterkopf und Nacken beschränkt. Der einfarbig gelbe Bereich auf Brust und Bauch ist weniger ausgedehnt.

## Verbreitung und Lebensraum
Der Blutfleckspecht ist ein Endemit Kubas einschließlich der angrenzenden Inseln. Die Tiere bewohnen dort ein breites Spektrum baumbestandener Habitate von verschiedenen Waldgesellschaften bis hin zu Mangrove und recht offenen Bereichen mit Palmen. Die Art kommt von Meereshöhe bis in die Gebirge vor.

## Systematik
Nach einer molekulargenetischen Untersuchung bildet der Blutfleckspecht das Schwestertaxon der Gattung Melanerpes. Es werden zwei Unterarten anerkannt:
- Xiphidiopicus p. percussus (Temminck, 1826); die Nominatform bewohnt die kubanische Hauptinsel.

- Xiphidiopicus p. insulaepinorum Bangs, 1910; Isla de la Juventud (Isle of Pines) und Centiles Keys; etwas kleiner und heller als die Nominatform, der Bauch ist blasser gelb und der rote Kehlfleck ist weniger ausgedehnt, alle Steuerfedern sind gebändert.

## Lebensweise
Die Tiere werden meist einzeln oder paarweise beobachtet, gelegentlich aber auch in kleinen Gruppen mit drei bis fünf Individuen. Die Nahrung wird an Bäumen zwischen Rankpflanzen, an Stämmen und in den Kronen gesucht. Angaben zur Nahrung liegen offenbar kaum vor, diese Spechte fressen jedoch anscheinend häufig große Insekten, die durch Ablesen und Hacken erlangt werden.
Die Brutzeit erstreckt sich von Februar bis August, möglicherweise mit einem Gipfel im Mai und Juni. Die Höhlen werden meist in 4–5 m Höhe überwiegend in Palmen, aber auch in Bäumen und gelegentlich auch in Bauten baumlebender Termiten angelegt. Die Gelege umfassen meist drei bis vier Eier, die Fütterung der Nestlinge erfolgt von beiden Eltern zu etwa gleichen Teilen.

## Bestand und Gefährdung
Angaben zur Größe des Weltbestandes gibt es nicht. Die Art ist recht häufig und der Bestand offenbar stabil, der Blutfleckspecht wird von der IUCN daher als ungefährdet („least concern“) eingestuft.